# Trine 2
Trine 2 (укр. Трійця 2) — відеогра, платформер-головоломка, розроблена фінською студією Frozenbyte. Є продовженням Trine, що була першою відеогрою із однойменної серії. На платформі Windows вийшла 7 грудня 2011 року. Пізніше була портована на OS X, Linux, PlayStation 3, PlayStation 4, Xbox 360 і Wii U.
Як і в Trine гравець тут керує трьома героями, кожен з яких наділений особливими вміннями, щоб вирішувати головоломки і боротися з ворогами. В Trine 2 було збагачено ігровий процес новими типами головоломок та уміннями героїв. Події відбуваються за якийсь час після оригінальної гри, коли магічний артефакт Трійця, що захищає казковий світ, знову збирає колишніх героїв. Їм належить відбити навалу гоблінів і впоратися з наслідками сварки двох чаклунок, що стоять за цим.
Продовження під назвою Trine 3: The Artifacts of Power вийшло 20 серпня 2015 року.

## Ігровий процес

Зоя цілиться в гобліна. Сфера поруч — точка збереження. Праворуч розкидані пляшечки з досвідом

### Основи
Як і в Trine, гравець керує трьома героями, вміння яких повинен почергово застосовувати для вирішення головоломок, знищення ворогів і просування сюжетом. На екрані перебуває тільки один герой, якого можна в будь-який момент змінити на іншого. Протагоністи Trine 2 ті ж, що і в Trine: маг Амадей, злодійка Зоя і лицар Понтій. Вони володіють запасом здоров'я, коли персонаж гине, він стає недоступним. Запас енергії в Trine 2 скасовано, але збережено запас повітря, що дозволяє тимчасово перебувати під водою. Прогрес зберігається в точках збереження, де також відроджуються загиблі персонажі та лікуються поранені.
Упродовж гри гравець знаходить колби з очками досвіду. На відміну від попередньої гри, вони містять різну кількість очок, залежно від розміру. Коли досвіду накопичується достатньо очок, з'являється очко вивчення вміння, яке можна витратити, щоб дати одному героєві нову здатність чи вдосконалити існуючу. Різні вміння вимагають різної кількості очок. На рівнях також знаходяться скрині, але в цій грі вони не містять екіпіровки героїв, натомість у них можна знайти бонусні матеріали, що зображають концепт-арти гри чи збагачують сюжет.
Trine 2 розвиває ідеї Trine з фізичними головоломками, де предмети взаємодіють за реалістичними законами фізики. Наприклад, камені перепиняють потоки полум'я, а вода стікає похилими поверхнями. Вороги в цій грі стали більш різноманітними з варіативнішою поведінкою.

### Герої
- Маг Амадей (англ. Amadeus the Wizard) — вміє переміщувати предмети на відстані та створювати куби, які використовуються як підвищення й противаги. Маг не може переміщувати предмети, на яких стоїть. З часом отримує здатність магічним чином викликати додаткові куби, дошки, і клітки для знерухомлення ворогів, максимум чотири предмети. Реалізовано це через малювання фігур, після чого вони матеріалізуються у відповідні предмети. Амадей не володіє зброєю, але в міру вивчення вмінь може вдаряти ворогів навколишніми предметами, скидати їх в пастки, а також таранити перешкоди важкими речами. Його найвище вміння — це намагнічування металевих об'єктів, щоб до них прикріпляти створені куби чи дошки.
- Злодійка Зоя (англ. Zoya the Thief) — вміє стріляти з лука та підтягуватися до віддалених поверхонь гарпуном. Стріли летять по параболі, гравець може регулювати кут і силу пострілу. З часом отримує морозні стріли (сповільнюють ворогів), вогняні (володіють вищою забійністю) та вибухові (завдають ушкоджень по площі), а також здатність тимчасово ставати невидимою для ворогів і відлякувати їх. Найвище уміння Зої — створення зони, всередині якої сповільнюється будь-який рух.
- Лицар Понтій (англ. Pontius the Knight) — спеціалізується на знищенні ворогів і перешкод у ближньому бою. Володіє мечем і щитом, яким може прикриватися від атак. З часом отримує молот для розбивання перешкод, що вдосконалюється до вбивчого вибухового молота, вогняний меч і здатність таранити ворогів. Його щит також вдосконалюється до льодяного (заморожує нападників). Найвище вміння Понтія — зменшення своєї ваги для ривків у повітрі[3].

## Сюжет

### Оригінальна гра

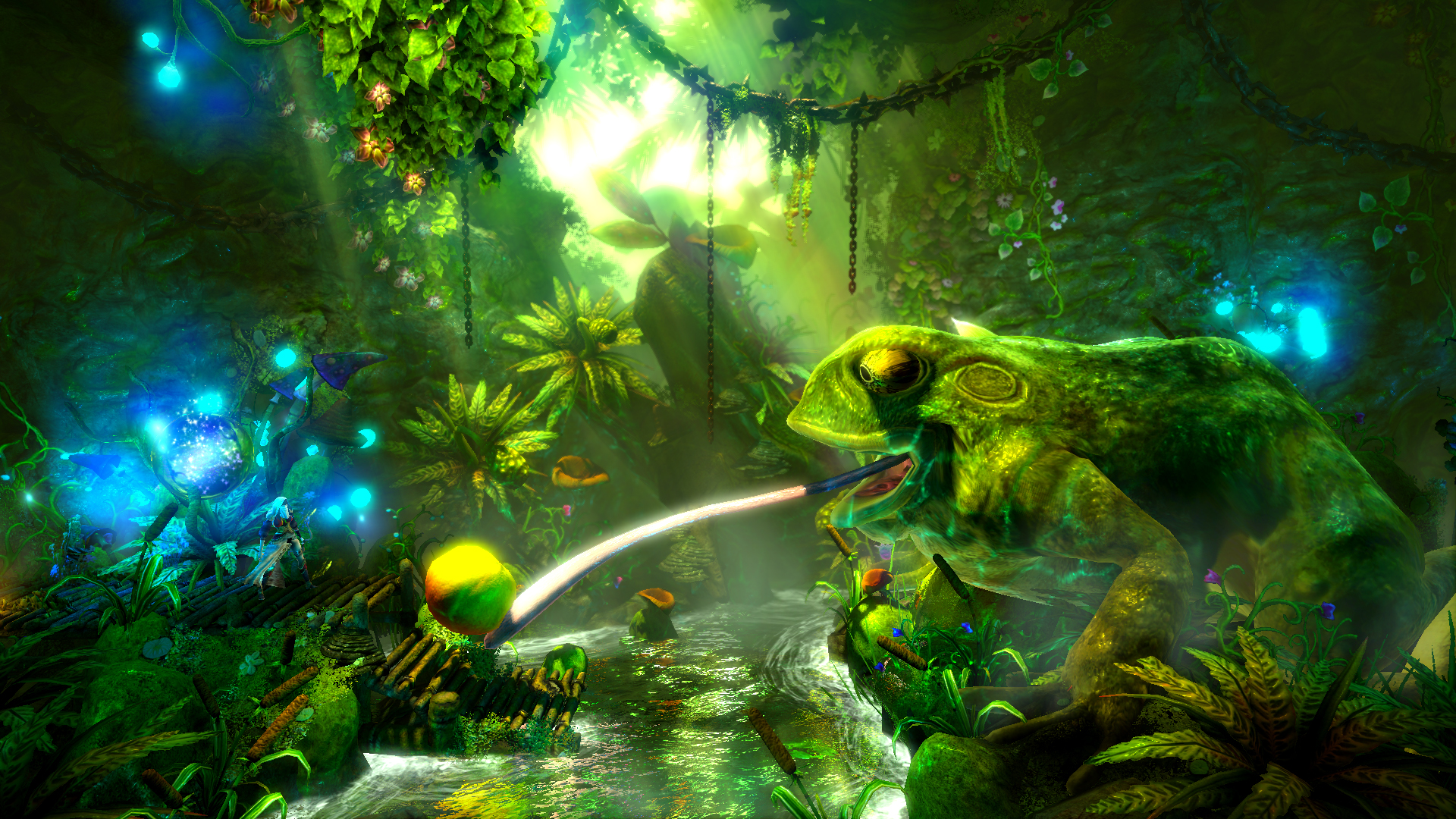
Чарівний ліс (не справжній геймплей)

За сюжетом першої частини, в фентезійному світі жили недовчений маг Амадей, грабіжниця Зоя та недалекий, але відважний лицар Понтій. Коли баланс сил трьох магічних артефактів було порушено, троє героїв різними шляхами прийшли до артефакту Трійця, який зібрав їхні душі воєдино, щоб ті врятували королівство.
Події другої частини відбуваються через певний проміжок часу, коли королівство вже давно жило в процвітанні. Однієї ночі Трійця будить Амадея та приводить до Понтія, що попереджає про загадкову небезпеку: несподівано рослини й тварини почали виростати до величезних розмірів. Маг неохоче приєднується до лицаря, артефакт возз'єднує їх із Зоєю, що навпаки сподівається розжитися в новій подорожі багатством. Душі трьох героїв знову об'єднуються, щоб знайти джерело загрози.
Подорожуючи чарівним лісом, Амадей, Понтій і Зоя виявляють джерела живої води, яка змушує рослин і тварин виростати. З однієї квітки вони чують голос, який спонукає їх продовжити подорож. Троє героїв долають шлях крізь болото й опиняються в замку, наповненому чаклунськими приладдями. Вхід перегороджує дракон, який втім виявляється насланою якоюсь злою силою ілюзією. Збираючи записи, герої дізнаються, що відбувся конфлікт між двома сестрами-чаклунками — Ізабель (англ. Isabel) і Розабель (англ. Rosabel), які сперечалися за владу.
Амадей, Зоя і Понтій вибираються з лісу, раз по раз зустрічаючись із гоблінами. Їм вдається дістатися до тропічного узбережжя, де стоїть замок Розабель. Підказки ведуть їх усе далі вглиб, де трійця зустрічає короля гоблінів, якого вбиває. Спустившись до підземелля замку, герої входять до чарівного дзеркала, що виявляється пасткою. Їх переносить до в'язниці серед льодів, але Амадей, Зоя і Понтій тікають звідти. Вони розуміють, що Розабель, образившись на те, що не вона, а її сестра стане наступною королевою, обманом скинула її і наклала заклинання сну. Однак, звідкись напали гобліни, тому Розабель не змогла правити своїм королівством. Таким чином, перед героями постає завдання прогнати гоблінів і звільнити Ізабель від чар своєї сестри. Наприкінці подорожі перепоною стає провалля, та Ізабель, що досі невидимо допомагала через рослини, вирощує дерево, яким усі троє переходять до печери, в якій їх вже чекає Розабель. Чаклунка насилає величезного дракона, проте герої здогадуються, що його сила криється в чарівних сережках, знищують їх і ослаблений дракон падає в глибини, забравши з собою злу чаклунку. Закляття сну розсіюється, Ізабель прокидається й рятує сестру з води. Прилітає артефакт Трійця і переносить Амадея, Зою і Понтія до лісу, де й почалася їхня подорож. Вони проводять ніч навколо багаття, обговорюючи свої пригоди.

### Гоблінська загроза

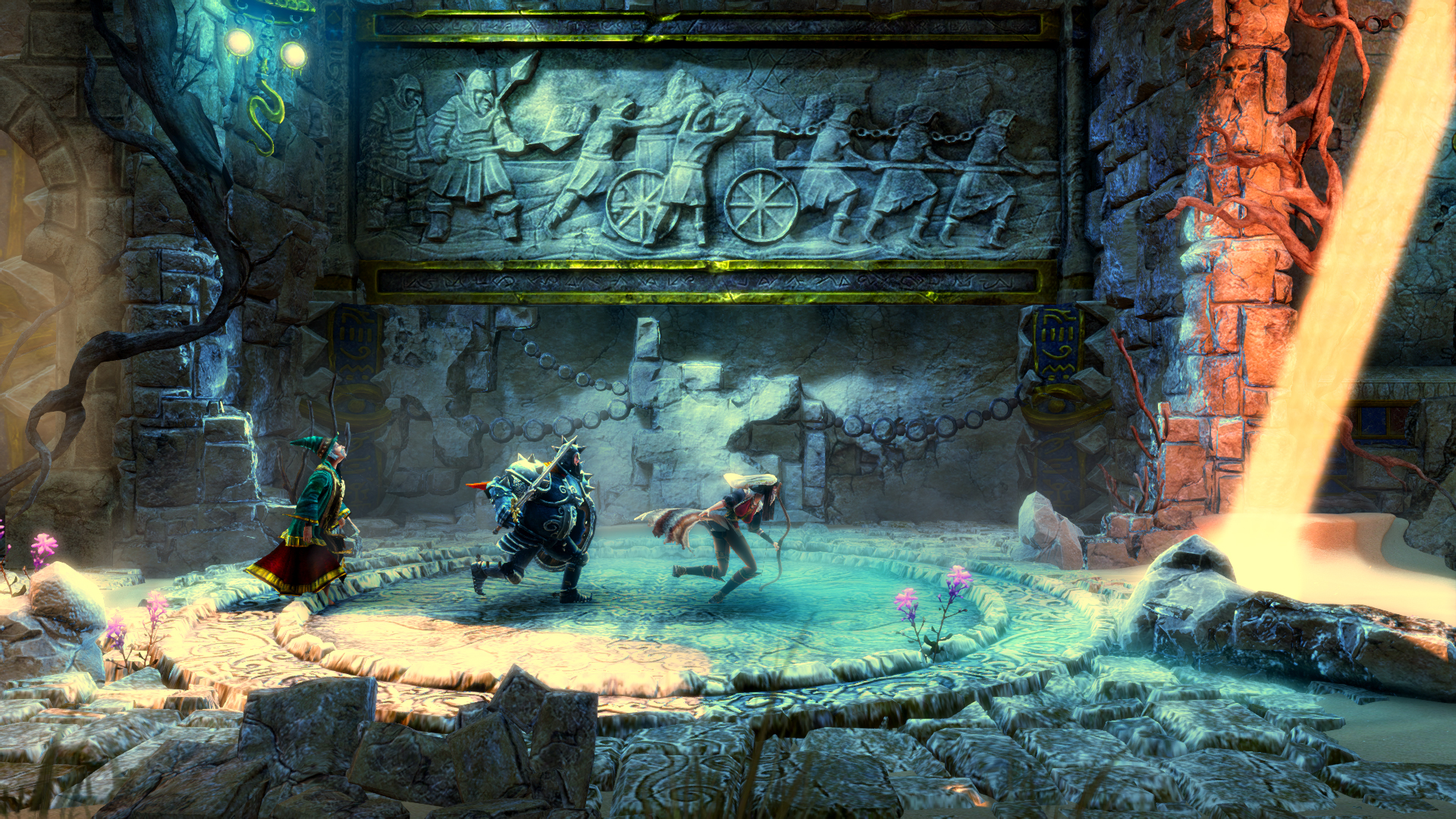
Герої в гоблінських руїнах (не справжній геймплей)

У доповнені «Гоблінська загроза» (англ. Goblin Menace), герої, сидячи в корчмі, бачать, що королівство атакують гобліни. До того ж нападники викрадають сварливу дружину Амадея, Маргарет. Коли всі троє пробиваються в її пошуках до лінії фронту, ватажок гоблінів Вііз демонструє, що заманив їх у пастку. Він прикликає виверну, яка схоплює героїв і скидає їх у пустелі. Амадей, Зоя та Понтій мусять знайти Вііза та врятувати Маргарет.
Подорожуючи пустелею, трійця опиняється в руїнах стародавньої гоблінської цивілізації, яку знищили піщані черви. Там вони помічають історичні барельєфи і зображення людиноподібного божества гоблінів. Минувши гоблінські гробниці, герої опиняються серед пісків, де їх проковтує велетенський черв. Амадей, Зоя та Понтій потрапляють до нутрощів черва і змушують істоту виригнути їх. Вони отямлюються серед холодних гоблінських земель, де будуються різноманітні механізми. Серед них трійця виявляє гелікоптер, поремонтувавши який відлітає до летючих островів. Подолавши тамтешні пастки, герої запускають летючу карету, що доставляє їх на острів Вііза. Той сідає в хитромудру бойову машину, але Амадей, Зоя та Понтій знищують її паливні бочки, а потім і самого ватажка гоблінів.
Під полем бою вони знаходять Маргарет, Понтій припускає, що її викрали через зв'язок Маргарет з гоблінським божеством. Амадей дякує Трійці та висловлює сподівання, що дорога додому минеться без пригод.

## Графічне виконання та звуковий супровід
Trine 2, як і попередниця, має яскраве оформлення в казковому стилі. Хоча всі об'єкти тривимірні, сам процес гри відбувається в площині.
Саундтрек був написаний фінським композитором Арі Пулккінем (Ari Pulkkinen), що писав музику і для першої частини.

## Розробка
Гра розроблялась фінською студією Frozenbyte, раніше відомою за грою Shadowgrounds. У червні 2009 році вийшла перша частина Trine, спочатку на ПК, а через декілька місяців — порт на PS3 та інших плафторм. Гра вийшла комерційно успішною — станом на грудень 2011 було продано 1,1 млн копій. Ігри компанії доти принесли Frozenbyte 900000 доларів США, тому творці запланували продовження. 19 серпня було опубліковано перший трейлер на виставці Gamescom 2011, а 28 жовтня гра стала доступною для попереднього замовлення. 7 грудня 2011 року Trine 2 вийшла для Windows і MacOS та 21 грудня для консолей.
У 2012 було видано доповнення Goblin Menace, що надало 6 нових умінь для героїв і нову сюжетну пригоду 6-и рівнів, які містять нові пейзажі, головоломки й ворогів. Також було вдосконалено графіку та виправлено низку помилок оригінальної Trine 2. В 2013 році звичайну Trine 2 було об'єднано з Goblin Menace і відтоді вони поширюються разом під назвою Trine 2: Complete Story. 16 жовтня 2014 було видано редактор рівнів, який дозволяє створювати власні пригоди та поширювати їх через Steam Workshop. 31 березня 2015 він став безкоштовним для власників гри, що придбали її в Steam.

## Оцінки
| Агрегатор    | Оцінка               |
| ------------ | -------------------- |
| GameRankings | 85,33 % (15 оглядів) |
| Metacritic   | 85 % (37 оглядів)    |

| Видання       | Оцінка  |
| ------------- | ------- |
| 1Up.com       | B+      |
| Edge          | 7/10    |
| Eurogamer     | 7/10    |
| Game Informer | 8,75/10 |
| GameSpot      | 8,8/10  |
| GameSpy       | 4,5/5   |
| GameZone      | 9/10    |
| IGN           | 9/10    |
| Игромания     | 8,5/10  |
| Страна игр    | 8,5/10  |